# Brett Kavanaugh
Brett Michael Kavanaugh (/ˈkævənɔː/; n. 12 februarie 1965, Washington, D.C., District of Columbia, SUA) este unul din cei nouă membri actuali ai Curții Supreme de Justiție a Statelor Unite ale Americii.  A fost nominalizat de către cel de-al patruzeci și cincilea președinte al Statele Unite ale Americii, președintele în exercițiu, Donald John Trump, în ziua de 9 iulie 2018 și confirmat de Senatul Statelor Unite în ziua 6 octombrie 2018 printr-un vot foarte strâns de 50-48. 
Kavanaugh este un magistrat (avocat și judecător) american, actualmente judecător asociat al Curții Supreme de Jusțiție, care a servit ca judecător federal al Circuitului Curților Federale de Apel (en  United States Circuit Judge), rețeaua de curți de justiție aflate imediat sub Curtea Supremă a țării) al Curții de Apel a Districtului Columbia.
După confirmarea lui Kavanaugh de către Senatul american, cu „scorul” de 50–48, în ziua de sâmbătă, 6 octombrie 2018, la orele 16:01:09 (EST local time), acesta a devenit cel de-al 114-lea judecător al Curții Supreme de Justiție, de la înființarea sa în 1789, conform Constituției Statelor Unite.

## Biografie

### Viață timpurie și educație
Kavanaugh s-a născut la 12 februarie 1965, în Washington, D.C., ca fiu al Marthei Gamble (născută Murphy) și al lui Everett Edward Kavanaugh Jr. Tatăl său a fost avocat și a lucrat, pentru două decenii, ca președinte al unei asociații profesionale de produse cosmetice și de igienă, Cosmetic, Toiletry and Fragrance Association. Mama sa a fost profesoară de istorie la liceele en  Woodson și en  McKinley din capitala Statelor Unite, Washington, în anii 1960 și 1970. Ulterior, Martha Kavanaugh a studiat dreptul la en  en:Washington College of Law în 1978, servind ulterior, între 1995 și 2001 ca judecător în Maryland Circuit Court și apoi în Comitatul Montgomery din Maryland.
Kavanaugh a crescut în orașul Bethesda din statul Maryland. Ca adolescent, a fost elev al unei școli catolice pentru băieți, en  Georgetown Preparatory School, unde a fost coleg, fiind senior cu doi ani înaintea celui de-al 102-lea judecător asociat al Curții Supreme, Neil Gorsuch.

### Yale Law School
Kavanaugh a studiat dreptul la en  Yale Law School. În timpul audierilor sale în fața Comitetului de Judiciar al Senatului american, pentru confirmarea sa ca judecător asociat al Curții Supreme de Jusțiție, Kavanaugh a declarat că „am intrat la Yale Law School, care este facultatea de drept numărul unu din țară. Nu am cunoscut pe nimeni acolo. Am ajuns acolo rupându-mi coate în colegiu.” 
În timpul anilor de studiu la facultatea de drept a locuit, împreună cu alți colegi, și cu viitorul judecătorJames E. Boasberg. De asemenea, a jucat baschet frecvent cu profesorul George L. Priest (sponsor al școlii en  Federalist Society), fiind totodată editor pentru revista instituției, en  Yale Law Journal. A absolvit faimoasa instituție de drept cu gradul de Juris Doctor în 1990.

## Nominalizare și confirmare

### Acțiunea Senatului american
În ziua de vineri 5 octombrie, Senatul a votat, cu o majoritate foarte strânsă de 51–49, procedura pentru terminarea audierii lui Kavanaugh și a avansa în a vota în următoarele 30 de ore (conform unei reguli interne a Senatului) pentru confirmarea sau infirmarea sa ca cel de-al 114-lea judecător al Curții Supreme de Justiție a Statelor Unite ale Americii. 
Votul a fost aproape exact de-a lungul „liniei partidelor” majoritare în Statele Unite, Partidul Democrat și Partidul Republican, dar suficient pentru a supune efectiv la vot nominalizarea lui Kavanaugh. Singurii senatori care au votat contra „liniei partidului” (democrații contra nominalizării și republicanii pentru) au fost senatorul democrat Joe Manchin (de Virginia de Vest) care a votat da (yeah) și senatorul republican Lisa Murkowski (de Alaska), care a votat nu (neay).
Doi senatori republican, Susan Collins (de Maine) și Jeff Flake (de Arizona), care fuseseră indeciși până vineri, 5 octombrie, au decis să susțină nominalizarea lui Kavanaugh și să voteze da. 
Sâmbătă, 6 octombrie 2018, la ora locală a coastei de est a Statelor Unite, 16:01:09 (EST, ora locală),  Senatul a confirmat judecătorul Brett Kavanaugh ca cel de-al nouălea (și cel mai recent judecător) al Curții Supreme cu scorul de 50–48.

### Controverse
Imediat după nominalizarea sa, la 9 iulie 2018, de către președintele în exercițiu, Donald Trump, majoritatea senatorilor democrați, membri ai comisiei de validare, s-au opus pe față nominalizării, invocând tot felul de motive.